# 石塚博昭
石塚 博昭（いしづか ひろあき、1950年〈昭和25年〉2月23日 - ）は、日本の実業家。

## 来歴
兵庫県明石市出身。1972年（昭和47年）3月、東京大学理学部化学科を卒業。同年4月、三菱化成工業に入社。
太洋尼龍股份有限公司取締役副社長、三菱化成東京支店樹脂部門主席、三菱エンジニアリングプラスチックス東京支店営業第一部長、同社取締役海外営業部長、同社常務取締役営業本部長、三菱化学執行役員化学品本部長、同社常務執行役員ポリマー本部長、同社石化企画管理部門長、同社代表取締役専務取締役員石化基盤本部長などを歴任。
1994年から2007年までの13年間、三菱エンジニアリングプラスチックスで海外営業を担当し、2007年4月に三菱化学執行役員ポリマー本部長に就任。ポリマー本部長として、収益性の低さが問題視されていた石油化学事業の汎用樹脂など、2500億円規模の事業を撤退した。
2012年（平成24年）4月、三菱化学代表取締役社長に就任。
2015年（平成27年）、三菱ケミカルホールディングス取締役副会長、地球快適化インスティテュート取締役に就任。
2017年（平成29年）4月、三菱ケミカル相談役に就任。
2018年（平成30年）4月1日、国立研究開発法人新エネルギー・産業技術総合開発機構理事長に就任。

## 年譜
- 1972年（昭和47年）
  - 3月 - 東京大学理学部化学科卒業[1]
  - 4月 - 三菱化成工業入社[1]
- 1987年（昭和62年）8月 - 太洋尼龍股份有限公司取締役副社長[1]
- 1993年（平成5年）7月 - 三菱化成東京支店樹脂部門主席[1]
- 1994年（平成6年）4月 - 三菱エンジニアリングプラスチックス東京支店営業第一部長[1]
- 2003年（平成15年）6月 - 三菱エンジニアリングプラスチックス取締役海外営業部長[1]
- 2005年（平成17年）4月 - 三菱エンジニアリングプラスチックス常務取締役営業本部長[1]
- 2007年（平成19年）4月 - 三菱化学執行役員ポリマー本部長[1]
- 2008年（平成20年）7月 - 三菱化学執行役員化学品本部長兼ポリマー本部長[1]
- 2009年（平成21年）
  - 4月 - 三菱化学常務執行役員ポリマー本部長兼石化企画管理部門長[1]
  - 6月 - 三菱化学取締役常務執行役員ポリマー本部長兼石化企画管理部門長[1]
- 2011年（平成23年）4月 - 代表取締役専務取締役員石化基盤本部長兼ポリマー本部長[1]
- 2012年（平成24年）4月 -  三菱化学代表取締役社長[1][4]
- 2015年（平成27年）
  - 三菱ケミカルホールディングス取締役副会長[2]
  - 地球快適化インスティテュート取締役[2]
- 2017年（平成29年）4月 - 三菱ケミカル相談役[4]
- 2018年（平成30年）4月 - 国立研究開発法人新エネルギー・産業技術総合開発機構理事長[2][5]